# Almos de Ungaria
Almos de Ungaria (în slovacă și croată: Almoš; n. 1074, Regatul Ungariei – d. 1 septembrie 1129, Constantinopol, Imperiul Roman de Răsărit) a fost duce al Croației din 1084 până în 1091, rege al Croației din 1091 până în 1095 și ultimul duce al Ducatului slovac de Nitra între 1095 și 1108.

## Biografia
Almos a fost fiul regelui Geza I, frate al regelui Coloman al Ungariei. El a ocupat mai multe funcții de conducere în Regatul Ungariei. Unchiul său, regele Ungariei, Ladislau I, dorea ca Almos să îi urmeze la tron, iar fratele acestuia, Coloman, urma să se dedice vieții monahale și să devină episcop. În 1095 regele Ladislau l-a numit moștenitor pe nepotul său, regele Croației, Almos. Cum Coloman nu era deloc atras de cariera ecleziastică, a fugit în Polonia, unde a căutat sprijin pentru a reuși să ocupe tronul Ungariei. El a revenit în țară după moartea lui Ladislau și a devenit rege al Ungariei. Pe fratele său, Almos, regele Coloman l-a numit duce de Nitra, ceea ce îi conferea acestuia dreptul să conducă o treime din regat.
În acest timp, ultimul rege nativ al Croației, Petar Svačić, a unificat Croația până la râul Drava prin incorporarea Sloavoniei și l-a alungat pe Almos din teritoriile controlate.  În 1097, în bătălia de la Muntele Gvozd, regele maghiar Colomar l-a învins pe Petar și a s-a urcat pe tronul croat, cele două coroane fiind unite într-o uniune personală care avea să reziste până la încheierea primei conflagrații mondiale.
Almos, după ce a primit sprijin din partea germanilor și boemienilor a intrat în conflict cu fratele său în 1098. Pe 21 august 1104 Almos s-a căsătorit cu Predslava, fiica lui Sviatopolk al II-lea al Kievului. După ce ducele Almos s-a întors dintr-un pelerinaj făcut în Țara Sfântă, a aflat cu surprindere că ducatul său fusese încorporat în domeniile coroanei, ceea ce l-a determinat să se răscoale din nou împotriva fratelui său. Coloman a făcut pace cu Almos în 1108 cu scopul de a-i captura pe Almos și pe Béla, fiul acestuia (în 1108 ori 1109). Colomoan a dat ordin în 1113  ca lui Béla să i se scoată ochii . Fiind orb el nu mai putea deveni rege. Ca urmare, Almos s-a retras la mănăstirea din Dömös, al cărei ctitor era. 
În 1126, după o conspirație eșuată împotriva regelui Ștefan al II-lea, principele Almos a fost obligat să părăsească Ungaria și s-a refugiat la rudele sale în Imperiul Bizantin, unde a rămas până în 1129 când a murit. Fiul lui Almos, Bela, avea să ajungă rege în 1131, în ciuda faptului că era orb. Rămășițele lui Almos au fost repatriate de regele Bela al II-lea în 1137.

## Familia
Pe 21 august 1104 Almos s-a căsătorit Predslava. Copiii lor au fost:
- Adelaida de Boemia  (1105/1107–15 septembrie 1140), căsătorită cu ducele Soběslav al Boemiei;
- Béla al II-lea al Ungariei;
- Hedwiga (cunoscută și ca Sofia, 1107–1137/1138), căsătorită cu ducele Adalbert al Austriei.

## Vezi și
- Războiul Bizantino–Maghiar (1127–1129)
- Tercia pars regni